# Coccophagus gahani
Coccophagus gahani is een vliesvleugelig insect uit de familie Aphelinidae. De wetenschappelijke naam is voor het eerst geldig gepubliceerd in 1974 door Annecke & Insley.